# Fingeryt
Fingeryt – minerał z grupy wanadanów zawierający miedź na II stopniu utlenienia. Jest jednym z najrzadszych minerałów na Ziemi. Nazwany na cześć amerykańskiego mineraloga Larry'ego W. Fingera.

## Właściwości
Jego empiryczny wzór chemiczny to Cu
11(VO
4)
6O
2 (3Cu
3(VO
4)
2·2CuO). Krystalizuje w układzie trójkośnym. Wykształca zwykle kryształy o płytkowym pokroju. Jest minerałem nieprzezroczystym o barwie czarnej. Posiada ciemnoczerwonobrązową rysę oraz metaliczny połysk.

## Występowanie
Jest spotykany przede wszystkim na krawędziach krateru wulkanu Izalco w Salwadorze. Spotykany także w Rosji. Towarzyszą mu głównie tenardyt, euchloryn, stoiberyt, bannermanit oraz chalkantyt.